# David Byrne
|  | Aquest article tracta sobre l'artista. Si cerqueu el polític irlandès, vegeu «David Byrne (polític)». |

David Byrne   (Dumbarton, 14 de maig de 1952) és un cantant, compositor, músic, productor, artista, escriptor, actor i cineasta escocès-estatunidenc. Va ser membre fundador, compositor principal, cantant i guitarra solista del grup americà de new wave Talking Heads (1975–1991).
Byrne ha publicat també discos en solitari i ha treballat en diferents mitjans que inclouen cine, fotografia, òpera, ficció i assaig. Ha rebut els premis Oscar, Grammy, i Globus d'or, i és membre del Rock and Roll Hall of Fame.

## Primers anys
David Byrne va néixer el 14 de maig 1952 a Dumbarton, West Dunbartonshire, i va ser el gran dels dos fills de Tom (de Lambhill, Glasgow) i Emma. Als dos anys, els seus pares es van traslladar al Canadà i es van establir a Hamilton, Ontario. Després es van traslladar als Estats Units, a Arbutus (Maryland) quan Byrne tenia vuit o nou anys. El seu pare treballava d'enginyer electrònic a la Westinghouse Electric Corporation. La seva mare va fer de mestra. La família havia marxat d'Escòcia en part perquè hi havia molta demanda per la qualificació del seu pare, i en part degut a tensions familiars provocades pel casament del seu pare catòlic amb la seva mare presbiteriana. Byrne ho va explicar en la seva aparició a Desert Island Discs a la BBC Radio 4 el 18 de març de 2018.
Abans d'entrar a l'institut, Byrne ja sabia tocar la guitarra, l'acordió, i el violí. Des de molt petit, tenia un gran interès en la música. Els seus pares expliquen que des dels tres anys, sempre engegava el fonògraf i que havia après a tocar l'harmònica als cinc anys. Als seus diaris, diu, "Era un jovenet peculiar—fregant l'Asperger, suposo." El seu pare li va modificar un magnetòfon de bobina perquè pogués fer gravacions multipista.

## Carrera musical

### Inicis: 1971–1974

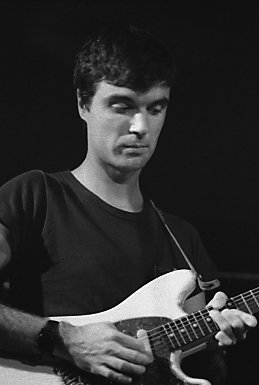
Amb els Talking Heads, 1978

Va començar la seva carrera musical en un grup del seu institut anomenat Revelation i després, entre 1971 i 1972 va formar un duo anomenat Bizadi amb Marc Kehoe. El seu repertori consistia en cançons antigues i algunes del Frank Sinatra. Byrne va matricular-se a l'Escola de Disseny de Rhode Island (durant el curs 1970–71) i el Maryland Institute College of Art (durant el curs 1971–72) però va deixar els estudis. Va tornar a Providence el 1973 i va muntar un grup anomenat the Artistics amb el seu company a la RISD Chris Frantz. El grup va plegar el 1974. Byrne es va traslladar a Nova York el maig d'aquell any i el setembre s'hi van afegir Frantz i la seva xicota Tina Weymouth el mes de setembre. En no poder trobar un baixista a Nova York, Frantz i Byrne van convèncer Weymouth perquè aprengués a tocar el baix. Byrne li va donar lliçons. Mentre treballaven en altres coses a finals de 1974, pensaven en muntar un grup.

### Talking Heads: 1975–1991
El gener de 1975, ja estaven assajant i tocant junts, sense deixar les seves feines habituals. Van fundar el grup Talking Heads i van fer la primera actuació el mes de juny. Byrne va plegar de la feina el maig de 1976 i el trio va signar per Sire Records el novembre. El multiinstrumentista Jerry Harrison va afegir-se al grup el 1977. El grup va publicar vuit discos d'estudi fins que van aturar-se el 1988. Byrne volia fer carrera en solitari, però no va ser fins tres anys més tard, el 1991, que van anunciar que el grup plegava. Es van tornar a reunir per fer un single, "Sax and Violins" el 1991 però de seguida es van separar. El grup va entrar al Rock and Roll Hall of Fame el 2002, i van tocar-hi quatre cançons, incloses "Psycho Killer" i "Burning Down the House".

### Discos en solitari: 1979–1981, 1989–actualitat

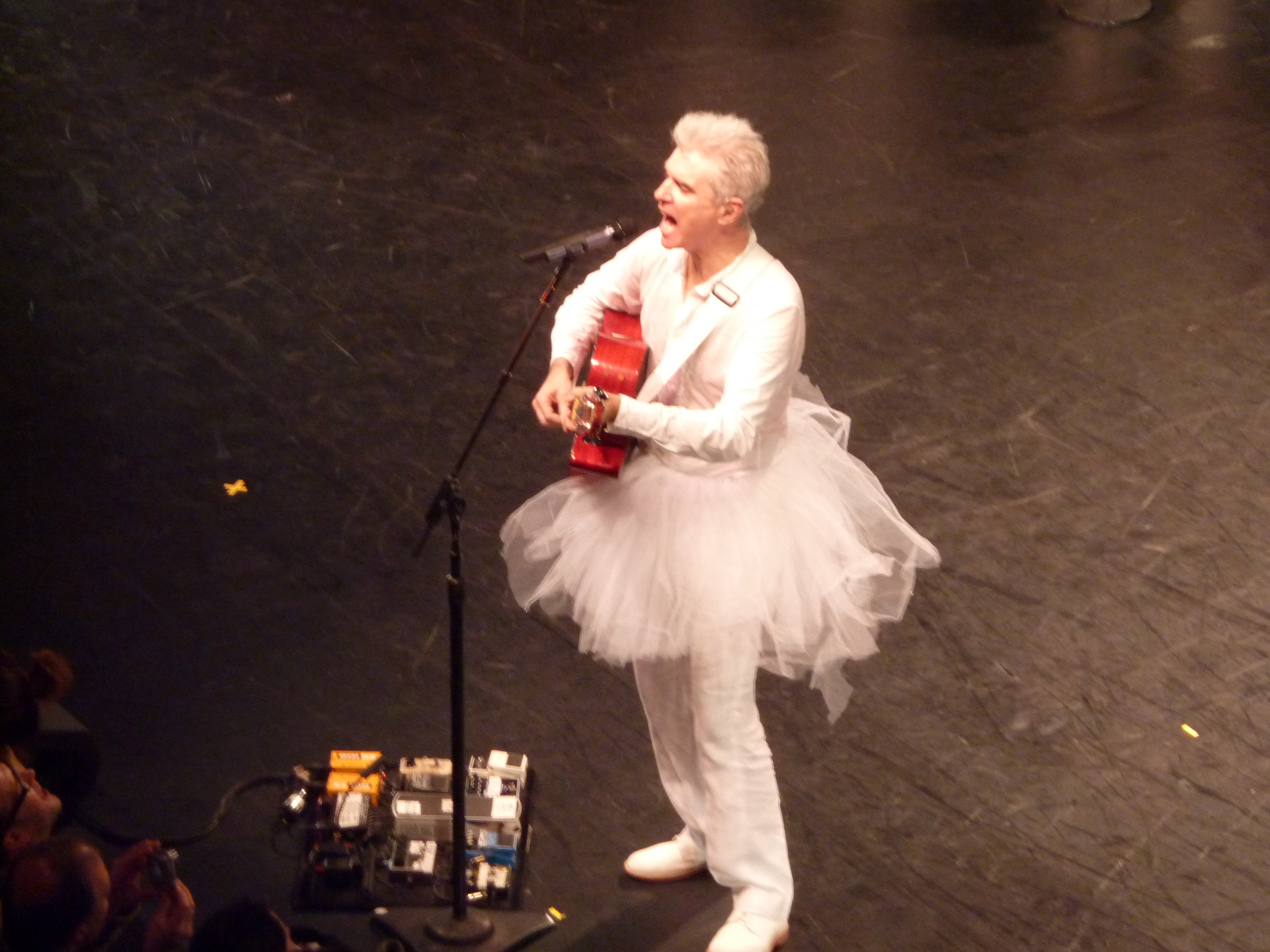
Byrne al Royal Festival Hall de Londres, 2009

Mentre estava al grup, Byrne col·laborava amb projectes externs, col·laborant amb Brian Eno entre 1979 i 1981 al disc My Life in the Bush of Ghosts, que va ser un èxit de crítica degut a l'ús innovador de sampling i de sons trobats. Després d'aquest disc, Byrne es va concentrar en els Talking Heads. My Life in the Bush of Ghosts es va reeditar amb motiu del 25è aniversari a principis de 2006, amb cançons addicionals. Mantenint l'esperit del disc original, les pistes de dues de les cançons es van publicar amb llicència de Creative Commons i es va muntar un concurs de remescles.
Rei Momo (1989) va ser el primer disc en solitari de Byrne després de deixar els Talking Heads, i presenta sobretot estils de cançó afro-cubans, afro-hispànics i brasilers com el merengue, son cubà, samba, mambo, cúmbia, txa-txa-txa, bomba i charanga. El seu tercer disc en solitari, Uh-Oh (1992), utilitzava una secció de metall i hi destacaven cançons fresques com "Girls on My Mind" i "The Cowboy Mambo (Hey Lookit Me Now)". El seu quart disc en solitari, titutat David Byrne (1994), va ser un disc més pròpiament de rock, amb Byrne tocant-hi la majoria dels instruments, deixant la percussió per als músics de sessió. "Angels" i "Back in the Box" van ser els dos singles principals extrets de l'àlbum. El primer va entrar a la llista americana de Cançons Alternatives, arribant a la posició 24. Per al seu cinquè treball en estudi, l'emocional Feelings (1997), Byrne va utilitzar un conjunt de metall anomenat Black Cat Orchestra. El sisè disc Look into the Eyeball (2001) va continuar amb la mateixa exploració musical de Feelings, però contenia cançons més animades, com les d'Uh-Oh.
Grown Backwards (2004), editat per Nonesuch Records, utilitzava arranjaments orquestrals de corda, i inclou dues àries operístiques així com una reelaboració de la col·laboració amb X-Press 2 "Lazy". També va engegar una gira per Nord-amèrica i Austràlia amb the Tosca Strings. Aquesta gira va acabar amb actuacions a Los Angeles, San Diego i Nova York l'agost de 2005. També ha col·laborat amb Selena per al seu disc de 1995 Dreaming of You amb "God's Child (Baila Conmigo)".
Byrne i Eno es van tornar a reunir per al seu vuitè àlbum Everything That Happens Will Happen Today (2008). Va formar un grup per fer una gira mundial de promoció del disc durant sis mesos, entre finals de 2008 i principis de 2009, que es va anomenar Songs of David Byrne and Brian Eno Tour.
El 2012 va publicar un àlbum en col·laboració amb la cantautora nord-americana St. Vincent anomenat Love This Giant.
El gener de 2018, Byrne va anunciar el seu primer disc en solitari en 14 anys. American Utopia es va editar el març per Todo Mundo i Nonesuch Records. També va sortir el primer single del disc, "Everybody's Coming to My House", del qual Eno n'era coautor. La gira que el va seguir – que destacava cançons d'American Utopia juntament amb èxits de la seva carrera amb Talking Heads i en solitari – fou descrita per NME com potser "l'actuació en directe més ambiciosa i impressionant de tots els temps", difuminant les línies "entre concert i teatre, poesia i dansa".

### Treballs en teatre i cinema: 1981–actualitat
Byrne va quedar impressionat pel teatre experimental que va veure a Nova York els anys 70. Va col·laborar amb alguns dels seus representants més coneguts. Va treballar amb Robert Wilson a "The Knee Plays" i "The Forest", i va convidar Spalding Gray (del The Wooster Group) a actuar a "True Stories", mentre que Meredith Monk en feia una petita part de la banda sonora. Byrne va treballar a la banda sonora de la pel·lícula de JoAnne Akalaitis "Dead End Kids", feta a partir d'una producció del teatre Mabou Mines. La perspectiva artística de Byrne té moltes coses en comú amb la feina d'aquests artistes.
El 1981, Byrne es va associar amb la coreògrafa Twyla Tharp, fent la partitura que va aparèixer al seu àlbum The Catherine Wheel per un ballet del mateix nom, on apareixien de forma prominent ritmes i lletres poc corrents. Es van fer representacions de The Catherine Wheel a Broadway aquell mateix any. In Spite of Wishing and Wanting és un paisatge sonor que va produir David Byrne per la companyia de dansa Ultima Vez, del coreògraf belga Wim Vandekeybus.
El 1991, Byrne va editar un disc instrumental clàssic, The Forest, on algunes pistes ja havien aparegut en forma de partitura per l'obra de teatre del mateix nom de Robert Wilson, el 1988.
La seva obra s'ha utilitat molt en bandes sonores, entre les quals destaca la seva col·laboració amb Ryuichi Sakamoto i Cong Su a L'últim emperador de Bernardo Bertolucci, que va guanyar un Oscar a la millor banda sonora. El 2004, Lead Us Not into Temptation incloïa pistes i experiments musicals de la seva partitura per la pel·lícula Young Adam. Byrne també va escriure, dirigir i protagonitzar Històries reals, un collage musical d'Americana discordant estrenat el 1986, a més de produir-ne la major part de la música. Byrne també va dirigir el documental Île Aiye i la pel·lícula de concert sobre la seva gira amb aires llatins de 1992, titulada Between the Teeth. Fou el màxim responsable del disseny d'escenaris i la coreografia de Stop Making Sense el 1984. Byrne va aportar "Loco de Amor" amb Celia Cruz a la pel·lícula de Jonathan Demme de 1986 Something Wild.
Byrne va compondre la partitura inspirada en la Dirty Dozen Brass Band per l'òpera de Robert Wilson The Knee Plays de The Civil Wars: A Tree Is Best Measured When It Is Down. Part de la música del disc orquestral de Byrne The Forest es va utilitzar originalment en una obra de teatre del mateix nom dirigida per Wilson. The Forest es va estrenar al Theater der Freien Volksbühne, de Berlín el 1988. L'estrena a Nova York va ser el desembre de 1988 a la Brooklyn Academy of Music (BAM).
A finals de 2005, Byrne i Fatboy Slim van començar a treballar en Here Lies Love, una òpera disco sobre la vida d'Imelda Marcos, la polèmica ex-primera dama de les Filipines. Part d'aquesta obra es va estrenar al festival d'arts d'Adelaida a Austràlia el febrer de 2006 i l'any següent al Carnegie Hall el 3 de febrer de 2007.
El 2008, Byrne va publicar Big Love: Hymnal – la seva banda sonora de la segona temporada de Big Love. Aquests dos àlbums van ser els primers que va publicar la seva discogràfica personal Todo Mundo.
Byrne i Brian Eno van fer la banda sonora de la pel·lícula Wall Street: Money Never Sleeps.
El 2015, Byrne va organitzar Contemporary Color, dos concerts en pavelló esportiu a Brooklyn (Nova York) i a Toronto, per als quals va portar deu actuacions musicals que es combinaven amb deu grups de majorettes. Dels concerts se'n va fer un documental (2016), dirigit per Bill i Turner Ross, i produït per Byrne.

### Altres contribucions musicals: 1990–actualitat
Byrne ha contribuït cançons a cinc discos benèfics per la lluita contra la sida produïts per la Red Hot Organization: Red Hot + Blue: A Tribute to Cole Porter, Red Hot + Rio, Silencio=Muerte: Red Hot + Latin, Onda Sonora: Red Hot + Lisbon, i Offbeat: A Red Hot Soundtrip. Byrne va aparèixer com a cantant/guitarra convidat per a 10,000 Maniacs en el seu concert MTV Unplugged, encara que les cançons on va actuar no van acabar sortint a l'àlbum. Una d'elles, "Let the Mystery Be", va publicar-se com a quarta pista al CD senzill de 10,000 Maniacs "Few and Far Between".
El 1992 va actuar amb Richard Thompson. El seu concert conjunt a St. Ann & The Holy Trinity de Brooklyn Heights, Nova York del 24 de març, va donar com a resultat l'àlbum An Acoustic Evening que es va publicar el mateix any. Byrne va treballar amb la superestrella llatina Selena el març de 1995; va compondre, produir i cantar un duet bilingüe titulat "God's Child (Baila Conmigo)." Va ser la darrera cançó que va gravar Selena abans del seu assassinat el 31 de març. Es va incloure al seu disc pòstum Dreaming of You. El 1997, Byrne va fer d'amfitrió a les Sessions at West 54th en la segona de les tres temporades i va col·laborar amb membres de Devo i Morcheeba per gravar el disc Feelings.

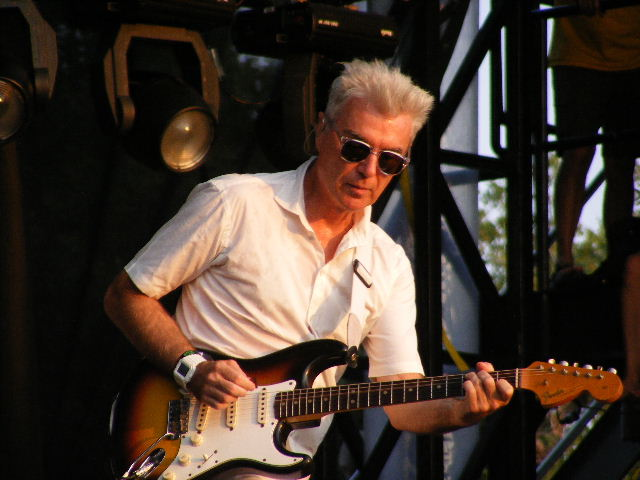
Byrne tocant a Austin City Limits, 2008

El 2001, una versió del senzill de Byrne "Like Humans Do" retallada per treure'n la referència a la droga, fou seleccionada per Microsoft com a música de mostra per Windows XP per la demostració del Windows Media Player.
El 2002, va ser el coautor i va cantar en una cançó, "Lazy" de X-Press 2, que va arribar al número 2 al Regne Unit i al número u a les llistes de Dance americanes. Més endavant la pista va sortir amb arranjaments orquestrals al seu disc de 2004 Grown Backwards.
El 2006, va cantar a "The Heart's a Lonely Hunter" del disc The Cosmic Game de Thievery Corporation.
Apareix a les pistes "Money" i "The People Tree", al disc de debut de 2009 de N.A.S.A. The Spirit of Apollo. El mateix 2009, Byrne va aparèixer a l'àlbum de beneficència contra la sida Dark Was the Night per la Red Hot Organization. Va col·laborar amb Dirty Projectors en la cançó "Knotty Pine". El mateix any, Byrne va actuar al Bonnaroo Music Festival a Manchester, Tennessee. També va signar una carta de protesta contra la decisió del Festival Internacional de Cinema de Toronto de triar Tel-Aviv com a subjecte del seu enllaç ciutat-amb-ciutat inaugural.
El 2007, va fer una versió de la cançó "Ex-Guru" de the Fiery Furnaces per un disc recopilatori per celebrar els 15 anys de la fundació de Thrill Jockey, una discogràfica de Chicago.
El 2008, Byrne i el seu equip de producció van convertir el Battery Maritime Building, un terminal de ferris de 99 anys de Manhattan, en un instrument musical que es podia tocar. L'estructura es va connectar electrònicament amb un orgue i es va tocar per una obra anomenada "Playing the Building". Aquest projecte s'havia instal·lat prèviament a Estocolm el 2005, i més endavant es va fer a la London Roundhouse el 2009. Té similaritats amb una sèrie d'instal·lacions creades per l'artista neozelandès Alastair Galbraith i Matt De Genaro, de Detroit, que s'havien gravat al seu àlbum de 1998 Wire Music i en la continuació de 2006 Long Wires in Dark Museums, Vol. 2. Byrne diu que el sentit del projecte per permetre que la gent experimentés l'art de primera mà, creant música amb l'orgue, en comptes de mirar-s'ho i prou.
L'abril de 2008, Byrne va participar en el concert retrospectiu de Paul Simon al BAM interpretant "You Can Call Me Al" i "I Know What I Know" del disc de Simon Graceland.
El 2008, Byrne va col·laborar amb l'Autoritat Portuària de Brighton, component la música i cantant la lletra de "Toe Jam".
El maig de 2011, Byrne va fer veus d'acompanyament a la cançó "Speaking in Tongues" d'Arcade Fire, que va aparèixer a l'edició de luxe del seu disc de 2010 The Suburbs.
Al disc de 2012 de Jherek Bischoff Composed hi apareix Byrne en la pista "Eyes".
El març de 2013, va estrenar una producció completa del seu àlbum conceptual de 2010 Here Lies Love al Public Theater de Nova York, dirigida pel nominat al Premi Tony Alex Timbers després d'haver-se estrenat al Museu d'Art Contemporani aquell mateix any.
El maig de 2014, Byrne va anunciar que havia participat en l'EP d'Anna Calvi Strange Weather, col·laborant amb ella en dues cançons: una versió de "Strange Weather" de Keren Ann i "I'm the Man, That Will Find You" de Connan Mockasin.
L'agost de 2016, Byrne va col·laborar en la cançó "Snoopies" del disc and the Anonymous Nobody... de De La Soul finançat per Kickstarter.

## Altres treballs
Byrne va fundar la discogràfica de world music Luaka Bop el 1990. Es va crear originalment per publicar recopilacions llatinoamericanes però ha acabat incloent també música de Cuba, Àfrica, l'Extrem Orient i altres llocs, publicant obres d'artistes com Cornershop, Os Mutantes, Los De Abajo, Jim White, Zap Mama, Tom Zé, Los Amigos Invisibles i King Changó.
El 2003, Byrne va protagonitzar l'episodi Dude, Where's My Ranch? com a ell mateix a la temporada 14 de The Simpsons.
El 2005, Byrne va començar la seva emissora de ràdio per Internet, Radio David Byrne. Cada mes, Byrne penja una llista de música que li agrada, enllaçada per temes o gèneres. A les llistes de Byrne hi ha sortit música popular africana, clàssic del country, vox humana, òpera clàssica i bandes sonores de cinema italià.
El 2006, Byrne va publicar Arboretum, un llibre de dibuixos facsímil dels seus Tree Drawings, publicat per McSweeney's. Byrne és també artista visual i la seva obra s'ha exposat en galeries d'art contemporani i museus des dels anys 90.

## Vida personal

### Relacions
Byrne va sortir breument amb Toni Basil el 1981 i també amb Twyla Tharp entre 1981 i 1982. Mentre visitava el Japó el 1982, Byrne va conèixer la dissenyadora de vestuari Adelle Lutz, i es van casar el 1987. Tenen una filla, Malu Abeni Valentine Byrne, nascuda el 1989. Byrne i Lutz es van divorciar el 2004. Després del divorci, va tenir una relació romàntica amb la conservadora i directora de vendes de la Galeria Gagosian Louise Neri. També va tenir una relació amb l'artista Cindy Sherman entre 2007 i 2011.
Encara que viu als Estats Units des de la seva infància, Byrne va ser ciutadà britànic fins al 2012, quan va obtenir la doble nacionalitat del Regne Unit i els Estats Units. Viu a Nova York. El seu pare, Thomas, va morir l'octubre de 2013. La seva mare, Emma, va morir el 25 de juny de 2014.

### Bicicleta
Byrne és conegut pel seu activisme a favor dels desplaçaments en bicicleta, i per haver-la utilitzat com a mitjà de transport principal tota la seva vida, sobretot per Nova York. A Los Angeles, Byrne condueix un Citroën DS, però a Nova York, no va en cotxe.
Byrne diu que va començar a anar en bicicleta mentre era a l'institut i hi va tornar com a adult a finals dels anys 1970. Li agrada la llibertat i l'excitació que li proporciona la bicicleta. Ha escrit molt sobre ciclisme, incloent el llibre de 2009, Bicycle Diaries. L'agost de 2009, Byrne va subhastar la seva bicicleta plegable en benefici d'una campanya per la bicicleta a Londres.
El 2008, Byrne va dissenyar una sèrie d'aparcaments per bicicleta en forma de siluetes d'imatges que corresponien als llocs on estaven situats, com un símbol de dòlar a Wall Street i una guitarra elèctrica a Williamsburg, Brooklyn. Byrne va treballar amb un fabricant que feia els aparcaments a canvi del dret de vendre'ls després com a art. Els aparcaments van durar al carrer aproximadament un any.

## Obra
Discos d'estudi en solitari
- My Life in the Bush of Ghosts (amb Brian Eno) (1981)
- Rei Momo (1989)
- Uh-Oh (1992)
- David Byrne (1994)
- Feelings (1997)
- Look into the Eyeball (2001)
- Grown Backwards (2004)
- Everything That Happens Will Happen Today (amb Brian Eno) (2008)
- Here Lies Love (amb Norman Cook) (2010)
- Love This Giant (amb St. Vincent) (2012)
- American Utopia (2018)

Llibres
- True Stories (1986)
- Strange Ritual, Chronicle Books (1995)
- Your Action World (1999)
- The New Sins (Los Nuevos Pecados) (2001)
- David Byrne Asks You: What Is It? Smart Art Press (2002)
- Envisioning Emotional Epistemological Information with DVD (2003)
- Arboretum, (2006)
- Bicycle Diaries (2009)
- How Music Works (2012)

Cinema
- Stop Making Sense – Pel·lícula de concert de la gira de Talking Heads (1984)
- True Stories (1986)
- L'últim emperador – Banda sonora (1987)
- Ile Aiye (The House of Life) – Documental (1989)
- Between the Teeth – Live (1994)
- Ride, Rise, Roar – Documental del concert de la gira Songs of David Byrne and Brian Eno (2010)[51]
- This Must Be the Place (2011)